# Dotted decimal notation
Dotted decimal notation bzw. Dezimalpunktschreibweise ist die gängige Darstellung von IP-Adressen und Netzwerkmasken in Internet Protocol Version 4.
Hierbei wird jedes der vier Oktette in eine Dezimalzahl umgewandelt, und die Zahlen mit einem Punkt dazwischen aneinandergehängt. Beispiele: 127.0.0.1, 192.0.2.210 usw.
Werden führende Nullen verwendet, so kann eine IP-Adresse auch oktal ausgedrückt werden, z. B. 0177.0.0.1 für 127.0.0.1. Es besteht weiterhin die Möglichkeit, Oktette abzukürzen, z. B. 127.0.1, 127.1 oder 2130706433 bzw. 017700000001 für 127.0.0.1.
Diese Schreibweise ist nur eine Konvention, auf Maschinenebene sind IP-Adressen und Netzwerkmasken 32-Bit-Binärzahlen.